# Rudolf Stang
Rudolf Stang, també conegut com Rudolph Stang (Düsseldorf, Alemanya, 26 de novembre, 1831 - Boppard, Renània-Palatinat, 2 de gener, 1927), va ser un gravador alemany de l'escola de Düsseldorf que va treballar als Països Baixos.
Va estudiar sota la direcció de Keller a l'Acadèmia d'aquesta ciutat des de 1845 fins a 1856. La seva primera gran obra va ser una Mare de Déu amb el nen, còpia de Deger. A aquesta van seguir una Anunciació, còpia també de Deger, i tres fulles per a les figures de dona de Goethe, de Kaulbach: La Musa, Mignon i Eugenia. El 1865 va ser a Itàlia, on va gravar un dibuix del Sposalino, de Rafael. De tornada a Düsseldorf va perfeccionar l'art de gravar i per això va ser nomenat, el 1873, membre de l'Acadèmia de Berlín, Múnic i Brussel·les.
El rei de Prússia també li va concedir el títol de professor. En 1874 i 1875 va estar una altra vegada a Itàlia, on va fer dibuixos per a un gravat gran del Sopar de Leonardo da Vinci, i de la Fornarina. El 1876 va fer un gravat de la Fellahmädchen, de Charles Landell, i el 1881 va ser cridat a l'Acadèmia d'Amsterdam com a professor de gravat en coure, on va acabar, el 1888, el gravat de la Sopar, de Leonardo, que és la seva obra principal. El cap de Jesús, del mateix quadre, el va reproduir ampliat en un full especial. Després va fer també alguns gravats a l'aiguafort; per exemple, un Tanyador de laüd de Frans Hals; un Descans a la fugida, d'un quadre d'Anthony van Dyck, i un retrat de Guillermina d'Holanda. El 1900 va deixar el càrrec de professor i des de llavors va viure a Boppard fins a la seva mort el 1927.
El 1907 va acabar una reconstrucció pictòrica de la Sopar de Leonardo, amb figures a la meitat de la mida natural.